# Celio Calcagnini

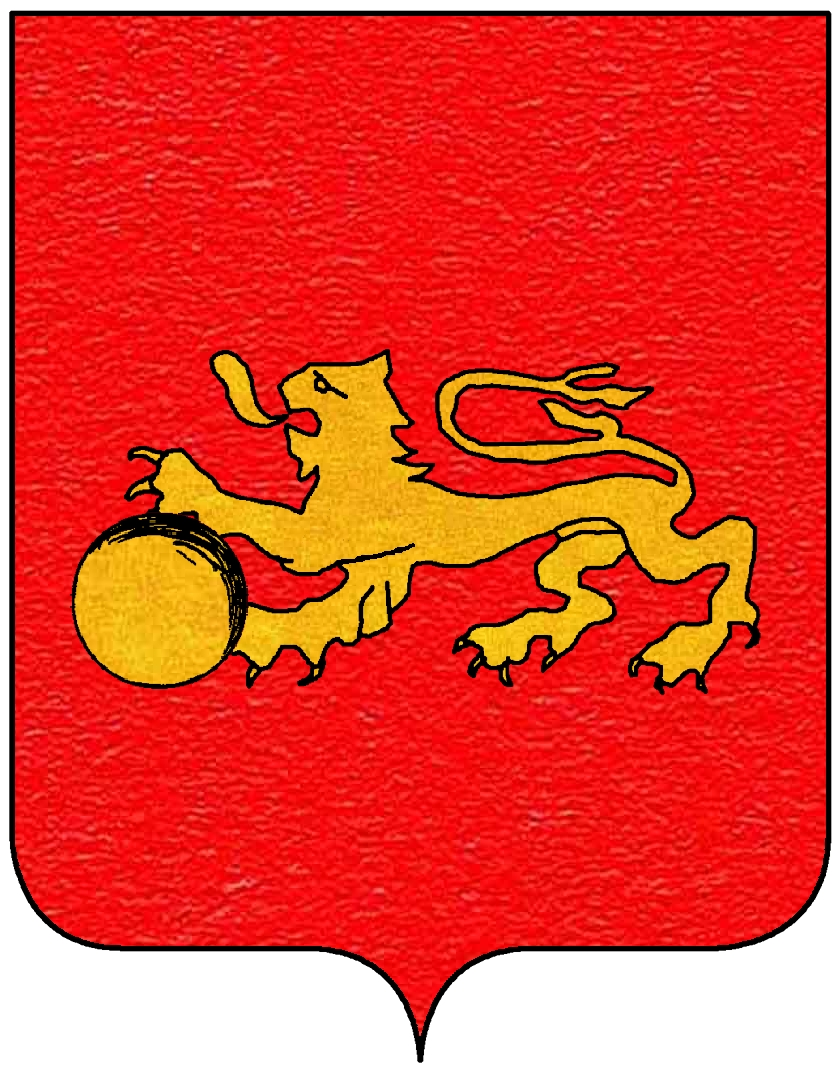
Familienwappen der Calcagnini

Celio Calcagnini (auch bekannt als Caelius Calcagninus; * 17. September 1479 in Ferrara; † 24. April 1541 ebenda) war ein italienischer Humanist und Gelehrter aus Ferrara. Er forschte und lehrte an der dortigen Universität. Calcagnini war eine der bekanntesten italienischen Geistesgrößen seiner Zeit.

## Leben
Calcagnini sammelte Erfahrungen als Soldat und Diplomat. Er arbeitete in der Kanzlei von Ippolito I. d’Este und wurde durch Richard Croke bei der Scheidung Heinrichs VIII. konsultiert. Er hatte großen Einfluss auf das Werk François Rabelais. Giambattista Giraldi und Clément Marot waren Schüler von ihm. Als Astronom erforschte er die Erdrotation und folgte den Werken Nikolaus Kopernikus, mit dem er befreundet war. Beim Begräbnis Ercole Strozzis hielt Calcagnini die Abschiedsrede.
Calcagninis bekanntestes Werk ist Opera aliquot von 1544. Leonardi verstarb im Alter von 61 Jahren in seiner Heimatstadt.